# Stazione di San Massimo
La stazione di San Massimo era una fermata ferroviaria, della ferrovia Campobasso-Isernia, che serviva il comune di San Massimo.

## Storia
La stazione venne costruita al km 15+798 della tratta Bosco Redole-Carpinone della linea Campobasso-Isernia. Era una fermata, per servizio viaggiatori, priva di impianto di segnalamento. L'agente che la presenziava era anche addetto alla chiusura dei passaggi a livello posti rispettivamente ai km 15+593 e 16+038. Nel corso degli anni ottanta del XX secolo, vennero automatizzati i due passaggi a livello e la stazione divenne impresenziata, fu infine soppressa, insieme ad altri impianti della linea, il 15 dicembre 2001.